# Clube de Regatas do Flamengo
Pour les articles homonymes, voir Flamengo.
Maillots
Actualités
Le Clube de Regatas Flamengo est un club omnisports brésilien de la ville de Rio de Janeiro, originaire du quartier de Flamengo et aujourd'hui basé dans la Gávea. Il est principalement reconnu pour sa section de football, mais comporte également des sections d'aviron, de natation, de volley-ball, de basket-ball et d'autres disciplines encore. Fondé en tant que club d'aviron le 17 novembre 1895, il n'ouvre sa section de football qu'au début des années 1910 en disputant son premier match le 3 mai 1912.
Surnommé o Mais Querido do Brasil, Flamengo a remporté trois fois la Copa Libertadores en 1981 en 2019 et en 2022, il est également vainqueur de la Coupe intercontinentale 1981. Il a également été huit fois champion du Brésil et trente-neuf fois champion de Rio (ce qui constitue un record en la matière). Il détient, à égalité avec son rival du Botafogo, le record de la plus longue période d'invincibilité du football national, avec 52 matches sans défaite en 1979. Considéré comme le club le plus populaire du Brésil,, Flamengo est classé en 2000 à la neuvième place du classement des plus grands clubs du XXe siècle par les lecteurs du magazine FIFA Magazine.
Le club évolue à chacune de ses rencontres au stade Maracanã, et ce depuis sa construction en 1950. Les confrontations avec les trois autres principaux clubs de la ville (Botafogo, Fluminense et Vasco da Gama) deviennent dès le début du XXe siècle très populaires, à l'instar du derby Fla-Flu.

## Histoire

### Fondation

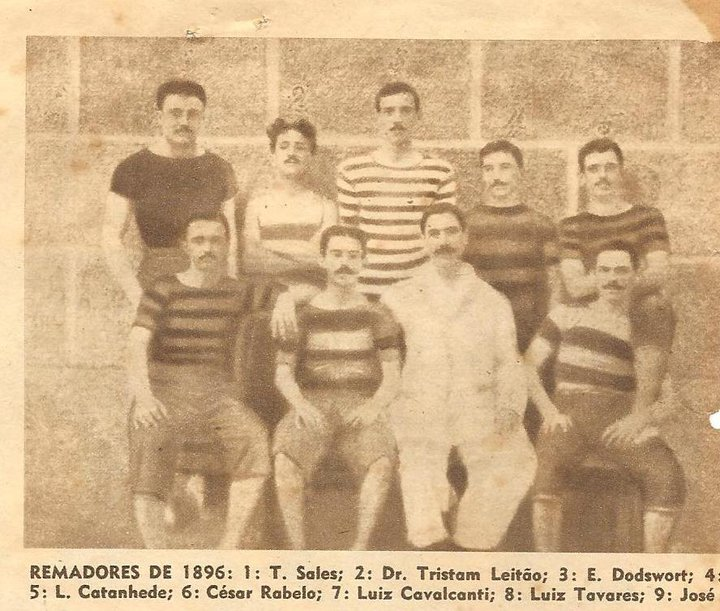
L'équipe d'aviron en 1896

Vers la fin du XIXe siècle, le sport le plus en vogue à Rio de Janeiro est l'aviron. L'idée de créer un club pour participer à des régates surgit au sein d'un groupe de jeunes du quartier de Flamengo. José Agostinho Pereira da Cunha, Mário Spindola, Nestor de Barros, Augusto Lopes, José Félix da Cunha Meneses et Felisberto Laport achètent en 1895 un bateau d'occasion dans l'espoir de participer à leur première régate. L'embarcation, la première de l'histoire du club, est surnommée « Pherusa » mais au cours de la première sortie en mer, en raison de la météo difficile et de la vétusté du bateau, celui-ci chavire et ses occupants sont secourus par un bateau venu de Penha.
Une nouvelle embarcation est ensuite achetée, et le Groupo de Regatas do Flamengo est officiellement créé le 17 novembre 1895 par les mêmes membres pré-cités. Le siège du club se situe alors 22, Praia do Flamengo. Les fondateurs décident de fixer la date anniversaire de la fondation du club au 15 novembre, pour coïncider avec la journée de la République, la fête nationale brésilienne. Ce n'est qu'à partir de 1902 que le club prend le nom de Club de Regatas do Flamengo avant de prendre en 1911 le Clube de Regatas do Flamengo, nom actuel du club.
À partir de 1902, le football commence à partager avec l'aviron la préférence populaire en matière sportive. Il faut toutefois attendre 1911 pour voir Flamengo ouvrir une section de football, notamment lorsqu'un groupe de joueurs du Fluminense Football Club quitte le club à la suite d'un désaccord avec les dirigeants. L'un d'entre eux, Alberto Borghert, également avironneur au club de Flamengo, propose alors de créer une nouvelle équipe, rattachée au club rubro-negro.

### Du premier match jusqu'au statut professionnel (1912-1933)

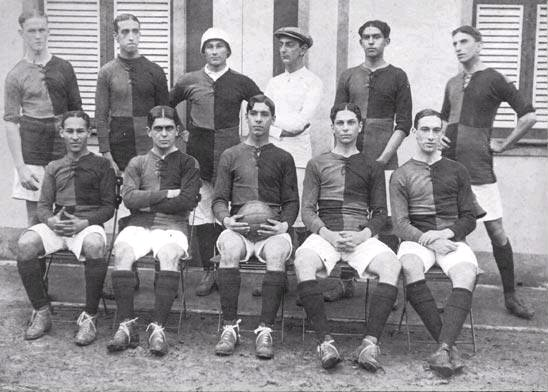
L'équipe de football en 1912

Flamengo dispute son premier match officiel le 3 mai 1912 contre le Sport Club Mangueira dans le cadre du championnat de Rio et l'emporte sur le score fleuve de 16 buts à 2. L'année 1912 est cependant marquée une scission du football carioca avec l'organisation de deux championnats par la Ligue Métropolitaine des Sports Athlétiques et l'Association de Football do Rio. Pour sa première saison, Flamengo termine à la deuxième place du championnat organisé par la Ligue Métropolitaine, juste derrière le Paissandu Atlético Clube. De nouveau vice-champion en 1913, Flamengo remporte son premier titre de champion de Rio en 1914. Il s'impose à nouveau en 1915, 1920, 1921 et 1925, devenant ainsi malgré sa courte histoire le club le plus titré de Rio après Fluminense.
Le nombre de titres remportés en football et en aviron ayant considérablement augmenté en peu de temps, les dirigeants du club souhaitent améliorer les installations du club. En 1925, le président Faustino Esposel informe le corps dirigeant de l'agrément d'Antônio Prado Jr., alors maire de la ville de Rio de Janeiro, à la cession d'un terrain de plus de trente quatre mille mètres carrés à proximité de la Lagoa Rodrigo de Freitas. Avec la possibilité d'obtenir un grand espace pouvant répondre aux activités sportives et sociales du club, les dirigeants hypothèquent le siège du club pour financer les travaux de construction d'un stade à Gávea.
En 1927, le quotidien Jornal do Brasil organise l'élection du club de football préféré des brésiliens en offrant pour l'achat d'un journal un bulletin de vote. Flamengo remporte l'élection devant Vasco da Gama, gagnant ainsi le surnom de Mais Querido do Brasil. Cette même année, le club est pourtant suspendu un an par la Ligue Métropolitaine pour avoir prêté son terrain d'entraînement (alors en travaux d'aménagement à Gávea) au Club Athlético Paulistano. Une grande partie des joueurs quitte le club, croyant que Flamengo n'arriverait pas à se remettre de cette suspension. Mais grâce aux supporteurs flamengistas qui font pression sur la Ligue, le club est finalement autorisé à disputer le championnat de Rio. Malgré une équipe largement amoindrie constituée notamment de joueurs en fin de carrière, le club parvient à se qualifier pour la finale, où il prend le dessus sur Vasco da Gama.

### Professionnalisation et confirmation du statut pro (1934-1955)

Flamengo´s team, 1934.

L'année 1934 marque l'arrivée à la présidence du club de José Bastos Padilha. Ce dernier va considérablement contribuer à l'amélioration de l'image du club, jusqu'alors perçu comme un club de pauvres. La popularité du club croît notamment avec l'arrivée en 1936 des joueurs Domingos da Guia et Leônidas (futur meilleur buteur de la Coupe du monde 1938). En 1937, l'entraîneur Hongrois Izidor Kürschner prend les rênes de l'équipe et révolutionne le schéma tactique du football flamengista. Zizinho rejoint quant à lui le club en 1939. La modernisation du club est également marquée par l'apparition d'un deuxième maillot permettant une meilleure visibilité des joueurs lors des rencontres nocturnes, l'éclairage de l'époque n'étant que rarement idéal.
Le club connaît pourtant une décennie de disette, jusqu'au titre de champion de Rio en 1939, puis avec le premier triplé carioca du club en 1942, 1943 et 1944. Entretemps, Flamengo participe à sa première compétition internationale, le Torneio Hexagonal da Argentina organisé en février 1941. En 1951, Gilberto Ferreira Cardoso est élu président du club et continue à améliorer l'image du club. Sous sa présidence, les sócios de Flamengo sont de plus en plus nombreux à fréquenter les différentes sections du club et à profiter des activités. Cardoso adopte par ailleurs une plus large politique de recrutement de joueurs étrangers, et bâtit une équipe qui sera trois fois championne carioca entre 1953 et 1955.

### Entre périodes creuses et marche vers la gloire (1956-1973)
La fin des années 1950 et le début des années 1960 marquent une période de domination du football carioca par le Botafogo du légendaire Garrincha. Flamengo affiche ses ambitions régionales en renforçant son effectif avec l'arrivée de Dida, Paulo César, Gérson, Fio Maravilha et Evaristo de Macedo, entre autres. Il remporte, notamment, en 1961, le Tournoi Rio-São Paulo qui incarne à l'époque, plus que la simple rivalité entre cariocas et paulistas, une compétition nationale de haut niveau entre les deux meilleurs championnats du monde. Il remporte, également, deux titres de champion de Rio en 1963 et en 1965. Trois ans plus tard, Garrincha, très loin de son niveau des années 55-62, signe à Flamengo. Mais alcoolique, dépressif, Garrincha ne marquera que 4 buts en 15 matchs.
Au début des années 1970, Flamengo commence à constituer un effectif de grande qualité, qui fera sa gloire. Le club recrute des craques, tels que Zico, Júnior, Leandro ou encore Andrade. Le club remporte en 1970 sa première Coupe Guanabara, et malgré une crise de cinq mois en 1971, au cours de laquelle le club ne remporte que 8 matches sur 28, le club gagne, en 1972, la coupe et le championnat carioca.

### «L'ère Zico»: l'âge d'or du club (1974-1983)

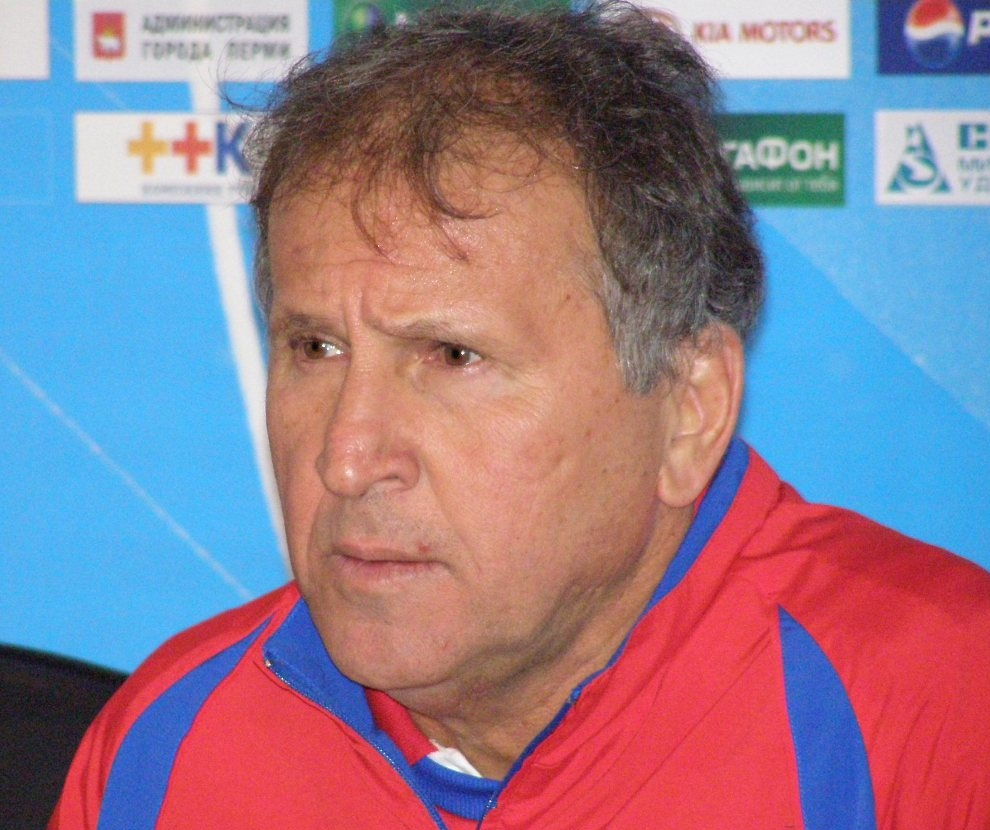
Zico est le meneur du club dans ses principales victoires

L'année 1974 marque la titularisation définitive de Zico dans l'équipe, et lance ce qu'on appellera « l'ère Zico » (« a era Zico » en portugais). Cette même année, le club remporte son 17e titre de champion de Rio avant de remporter son 18e en 1978. Au cours de ces quatre années, Zico est, avec une moyenne de 44,2 buts par an, le meilleur buteur du club. L'équipe comporte aussi des joueurs comme Júnior, Carpeggiani, et Tita, entre autres. Le club remporte en 1978 et 1979 son troisième tri-championnat carioca, et, en 1980, le premier titre de champion du Brésil de son histoire.
Qualifié à ce titre pour la Copa Libertadores de 1981, Flamengo réalise une saison historique en battant en finale les Chiliens du CD Cobreloa en trois matchs (2 - 1 ; 0 - 1 ; 2 - 0). Le club composte ainsi son billet pour la coupe intercontinentale, où il est opposé au club Anglais de Liverpool. À Tokyo, Flamengo l'emporte sur le score de trois buts à zéro grâce à Nunes et Adílio. Le club devient ainsi le second club brésilien à remporter la compétition, après le Santos FC, mené par Pelé, dans les années 1960.
Grâce à cette victoire, le rayonnement du club devient international, et le nom de Flamengo et de ses joueurs dépasse les frontières du Brésil. Le succès de Flamengo, toujours emmené par le buteur Zico, continue en 1982 et 1983 avec deux victoires dans le championnat national, contre Grêmio et Santos. En l'espace de six saisons, entre 1978 et 1983, Flamengo remporte ainsi neuf titres d'importance majeure à l'échelle du football national et international. Après la saison 1983, Zico quitte le club pour rejoindre l'Italie, en s'engageant avec l'Udinese. Ce départ marque alors la fin de « l'ère Zico », sans doute la plus belle page de l'histoire du football rubro-negro.

### Les années blanches puis le retour de l'homme providentiel (1984-1989)
Le départ de Zico marque un brusque coup d'arrêt dans l'accumulation de titre du club. Au cours des saisons 1984 et 1985, le club ne remporte aucun titre . Mais, en 1985, Zico réintègre l'effectif flamengista après son exil européen, et remporte avec son club de cœur le championnat de Rio en 1986. En 1987, en l'absence du championnat national habituel, est organisée la Copa União. Zico est alors l'un des artisans de la victoire de Flamengo dans la compétition, considérée par le Club des 13 comme l'équivalent du championnat du Brésil. Ce n'est toutefois qu'en 2011, soit plus de vingt ans après le titre, que la confédération brésilienne de football reconnaît formellement la victoire de Flamengo, et par conséquent le quatrième titre de champion du Brésil du club.
Au cours des années qui suivent « l'ère Zico », Flamengo va subir une transformation sur le plan de son image. Aux retombées économiques liées aux victoires du club au début des années 1980 s'ajoutent les premiers contrats publicitaires et de sponsoring dans l'histoire du football brésilien. L'entreprise Petrobras décroche notamment en 1984 le droit de s'afficher sur le maillot rubro-negro, ce qui constitue une première dans l'histoire du pays. Par ailleurs, l'intérêt autour de Flamengo et de ses joueurs, non seulement dans la population brésilienne, mais aussi de la part des observateurs étrangers, augmente sensiblement.
Zico, souvent considéré comme l'homme providentiel du club, le quitte à nouveau pour Kashima Antlers, après une victoire sur Fluminense le 2 décembre 1989 sur le score fleuve de cinq buts à zéro, dont un inscrit par « Galinho ».

« C'était tout ce que je voulais. Terminer avec un but et justement de la manière que je préfère : sur coup franc. »

— Zico, meilleur buteur de l'histoire du Clube de Regatas do Flamengo
Au cours de ses 732 matchs disputés sous le maillot de Flamengo, Zico a marqué 509 buts, ce qui fait de lui encore aujourd'hui le plus grand buteur de l'histoire du club.

### Derniers succès, puis la crise (1990-2005)
Au début des années 1990, l'équipe, composée de Júnior, Júnior Baiano, Paulo Nunes et Djalminha, entre autres, remporte le championnat de Rio en 1991, et le championnat du Brésil en 1992. Après ces titres, Flamengo entre dans une crise financière majeure, rendant difficile les conquêtes nationales et internationales. En 1995, Kléber Leite est élu président du club et parvient notamment à recruter le champion du monde Romário, jusqu'alors joueur du FC Barcelone. D'autres joueurs rejoignent également le club, à l'instar de Edmundo ou encore Branco.
L'année 1995, année du centenaire de fondation du club, n'est pas une année faste pour le club, avec uniquement la victoire en Taça Guanabara. Mis à part le titre carioca en 1996, les résultats en championnat sont décevants. En 1999, l'entreprise suisse de marketing ISL prend le contrôle du club. Les moyens financiers que l'entreprise apporte permettent à l'équipe entraînée par Mário Zagallo de réaliser un nouveau triplé carioca entre 1999 et 2001, et de remporter la Copa Mercosur en 1999. Mais la mise en faillite d'ISL en 2002 plonge le club dans une crise financière et sportive sans précédent. Le président de l'époque, Edmundo dos Santos Silva, accusé de faute administrative, est victime d'une procédure de mise en accusation. Sans argent pour former une équipe compétitive, le club n'est pas loin d'être relégué en seconde division en 2002, 2004 et 2005.

### La reconstruction puis la renaissance (2006-2011)
Le club décide alors de miser principalement sur les joueurs issus de son centre de formation. Très vite, les efforts entrepris pour sortir de la crise paient, avec un triplé dans le championnat de Rio entre 2007 et 2009. Mais le véritable renouveau du club a lieu en 2009. En plein milieu de saison, l'entraîneur Cuca est limogé et remplacé par Andrade, qui parvient à faire passer son équipe de la 10e place au classement du championnat du Brésil à la première. Ainsi, 17 ans après son dernier sacre national, Flamengo retrouve le chemin de la victoire.
La saison suivante, Flamengo ne gagne pas le championnat de Rio, est éliminé en quart de finale de la Copa Libertadores, et les résultats en championnat sont moyens, ce qui provoque le renvoi d'Andrade, remplacé par Silas. Adriano et Vágner Love, qui formaient alors un duo d'attaquants redoutables, quittent le club. Toutefois, le nouvel entraîneur ne fera pas mieux et sera remercié, remplacé par Vanderlei Luxemburgo le 5 octobre 2010. Le club termine 14e et assure son maintien.
En 2011, Flamengo veut remporter tous les titres. Pour cela, les Rubro-Negros recrutent notamment Ronaldinho, et gagnent à nouveau le championnat d'État. Ce sera cependant le seul titre de l'anéne, le club finissant 4e du Brasileirao, place qualificative pour la Copa Libertadores.

### La lutte pour le maintien (2012-2015)
La pré-saison est difficile, les joueurs sont mécontents à cause de problèmes de salaire et une relation tendue entre la direction et l'entraîneur est palpable. Vanderlei Luxemburgo est remplacé par Joel Santana. À la onzième journée, Flamengo est dans la zone rouge et Santana est lui aussi remercié, remplacé par Dorival Junior. Flamengo parvient à se sauver, et finira même la saison à la 11e place.
La saison 2013 est marquée par l'élection d'Eduardo Bandeira de Mello à la tête du club, qui est en grande difficulté économique. Dorival Junior est conservé à la tête de l'équipe, jusqu'à sa défaite en finale de la coupe Guanabara. Il est remplacé par Jorginho, qui a pour objectif de remporter la deuxième phase du championnat de Rio. Incapable d'organiser l'équipe, il sera éliminé au stade de la phase de groupes. La valse des entraîneurs continue, Jorginho sera remplacé par Mano Menezes, qui va lui-même démissionner, estimant qu'il ne peut pas mettre en place sa philosophie avec l'effectif actuel de Flamengo, qui est à nouveau sous la menace d'une relégation en deuxième division. C'est Jaime de Almeida, l'un de ses assistants, qui le remplace. L'équipe parvient à se maintenir à nouveau, finissant à la 11e place, avant d'être puni d'un retrait de 4 points, le reléguant à la 16e place. Le club gagnera cependant la 3e coupe du Brésil de son histoire, l'envoyant en Copa Libertadores.
La saison 2014 commence bien, avec un 33e titre carioca, gagné contre Vasco da Gama. Mais les résultats en série A sont moins bons. Quand la compétition est arrêtée pour jouer la Coupe du monde, Flamengo est lanterne rouge du championnat. Les renvois d'entraîneurs ne s'arrêtent pas, Ney Franco qui avait remplacé Jaime Almeida est viré. Vanderlei Luxemburgo revient au club pour sauver Flamengo. Le club fera après la coupe du monde une saison satisfaisante, et finira à la 10e place du classement. En Copa Libertadores, le Fla ne sort pas des poules, finissant à une décevante 3e place, derrière León et Bolívar.
Luxemburgo est reconduit à son poste pour la saison 2015. Flamengo termine 3e du championnat d'état. Le 2 juin "Luxa" quitte Flamengo pour Cruzeiro. C'est l'ex-entraîneur de Fluminense, Cristóvão Borges qui est nommé pour lui succéder. Après un début de saison difficile, le club remonte et fait une très bonne saison, renforcé par ses recrues, notamment Paolo Guerrero, qui vient de terminer la Copa América 2015 avec sa sélection du Pérou. Le club Carioca est à lutte pour la quatrième place avec São Paulo, avant de s'écrouler dans les dernières journées. Flamengo termine finalement à la 12e place, 2 points devant Fluminense.
En 2016, le président Bandeira est réélu, après avoir fait baisser massivement la dette et augmenter les revenus depuis son arrivée. Le club a signé Diego, a échoué en demi-finale du carioca contre Vasco, mais a effectué une bonne prestation dans le Brasileiro, terminant troisième à égalité de points avec le second, Santos.

### Retour au sommet (2016-...)
Après être restés invaincus dans le Campeonato Carioca 2017, ils ont été éliminés en phase de groupes de la Copa Libertadores, ne remportant pas un seul match à l'extérieur, mais se qualifiant pour la Copa Sudamericana à la troisième place. Dans la Copa do Brasil, le club a atteint la finale, perdue lors d'une séance de tirs au but contre Cruzeiro. Moins de trois mois plus tard, il atteint la finale de la Copa Sudamericana. Défait à l'exterieur contre Independiente, Flamengo a perdu une nouvelle finale en ne faisant qu'un match nul à domicile.
Neuf ans après sa dernière victoire dans le Campeonato Brasileiro, Flamengo a été premier treize journées et a battu son record de points sur une saison (72), mais s'est effondré, laissant le champ libre à Palmeiras pour décrocher son dixième titre. Cette saison, le club a enregistré les deux indemnités de transfert les plus élevées de son histoire : l'ailier de 18 ans Vinícius Júnior a rejoint le Real Madrid en juillet pour 46 millions d'euros, et le milieu de terrain de 20 ans Lucas Paquetá a été transféré à l'AC Milan pour un montant de 35 millions d'euros en hiver.
Fin 2018, Rodolfo Landim a été élu président du club pour un mandat de trois ans. Flamengo a payé les frais de transfert les plus chers pour un joueur de l'histoire du football brésilien, signant Giorgian de Arrascaeta de Cruzeiro pour 63 millions de reais (14,5 millions d'euros). En janvier, le club a recruté l'attaquant Bruno Henrique de Santos, et a obtenu le prêt de l'attaquant Gabriel Barbosa de l'Inter Milan.
Dans la nuit du 7 au 8 février 2019, dix jeunes joueurs entre 14 et 17 ans sont morts, et trois autres ont été blessés, lors d'un incendie qui a ravagé le centre de formation du club. La cause de l'incendie était un appareil de climatisation défectueux qui a pris feu dans la chambre de l'une des victimes vers 5 heures du matin. Rodolfo Landim l'a décrit comme "la pire tragédie que le club ait jamais connue en 123 ans". Le gouverneur de l'État de Rio de Janeiro a décrété une période de deuil de trois jours à la suite de la tragédie. Depuis, les fans de Flamengo chantent toutes les dix minutes lors des matchs à domicile à la mémoire de ces enfants, surnommés les "Garotos do Ninho".
En juin 2019, l'entraineur Jorge Jesus a rejoint le club après la démission d'Abel Braga. En libertadores, Flamengo atteint la finale, première de l'histoire de cette compétition à se jouer sur terrain neutre en un match. Le 23 novembre 2019, à l'Estadio Monumental de Lima, au Pérou, contre les champions en titre, River Plate, Flamengo était mené 0-1 dans le temps additionnel avant que Barbosa ne marque deux fois pour assurer la victoire 2-1.
Moins de 24 heures plus tard, Flamengo est devenu champion du Brésil pour la première fois depuis 2009, quatre matchs avant sa conclusion, après une défaite de Palmeiras contre Grêmio. Flamengo n'est devenu que le deuxième club brésilien à remporter son championnat d'État (Campeonato Carioca 2019), le Campeonato Brasileiro et la Copa Libertadores au cours de la même saison, après le Santos FC de Pelé en 1962.
Flamengo en a profité pour établir plusieurs records de l'histoire du club : le plus de points (90), le plus de victoires (28), le plus de buts marqués (86), la meilleure différence de buts (+49), la plus longue séquence sans défaite (24 matchs), le plus de points d'avance sur le deuxième (16) et le plus de buts par un joueur (25, de Gabriel Barbosa).
Flamengo a participé à la Coupe du Monde des Clubs de la FIFA pour la première fois de l'histoire du club en 2019 au Qatar. Le club a battu Al Hilal SFC 3-1 en demi-finale, mais a perdu 0-1 contre Liverpool en finale.
Après avoir remporté la Supercopa do Brasil contre l'Athletico Paranaense, puis la Recopa Sudamericana contre les champions de la Copa Sudamericana Independiente del Valle et le Campeonato Carioca 2020, Jorge Jesus a quitté Flamengo en juillet 2020, pour retourner à Benfica. Le successeur de Jesus était l'ancien assistant de Pep Guardiola, Domènec Torrent, mais son mandat a été bref, et il a été remplacé par Rogério Ceni en novembre 2020. Ceni a mené Flamengo à un deuxième championnat brésilien consécutif, terminant avec un point d'avance sur Internacional.
En 2021, Ceni a mené Flamengo à un troisième Carioca consécutif, mais a été licencié après quatre défaites lors des dix premiers matches du Brasileiro. Le club a signé Renato Gaúcho comme entraîneur, qui a obtenu de solides résultats en championnat, et a ramené Flamengo en finale de la Copa Libertadores contre Palmeiras, perdue 2-1 après prolongation.
En 2022, après un début d'année difficile sous la direction de Paulo Sousa (finaliste du Campeonato Carioca et de la Supercopa do Brasil), Dorival Júnior est revenu à Flamengo. L'équipe s'est qualifiée pour la finale de la Copa do Brasil contre les Corinthians. Au match retour, au Maracanã, à égalité 1–1 au total, Flamengo a remporté la séance de tirs au but, avec Rodinei marquant le but vainqueur. Il s'agissait de la quatrième Copa do Brasil de Flamengo. Le 29 octobre 2022, Flamengo a affronté l'Athletico Paranaense à Guayaquil, en Équateur, dans une nouvelle finale de Copa Libertadores. Gabriel Barbosa a marqué le seul but du match, et Flamengo a remporté sa deuxième Copa Libertadores en quatre ans, et la troisième au total.

## Palmarès

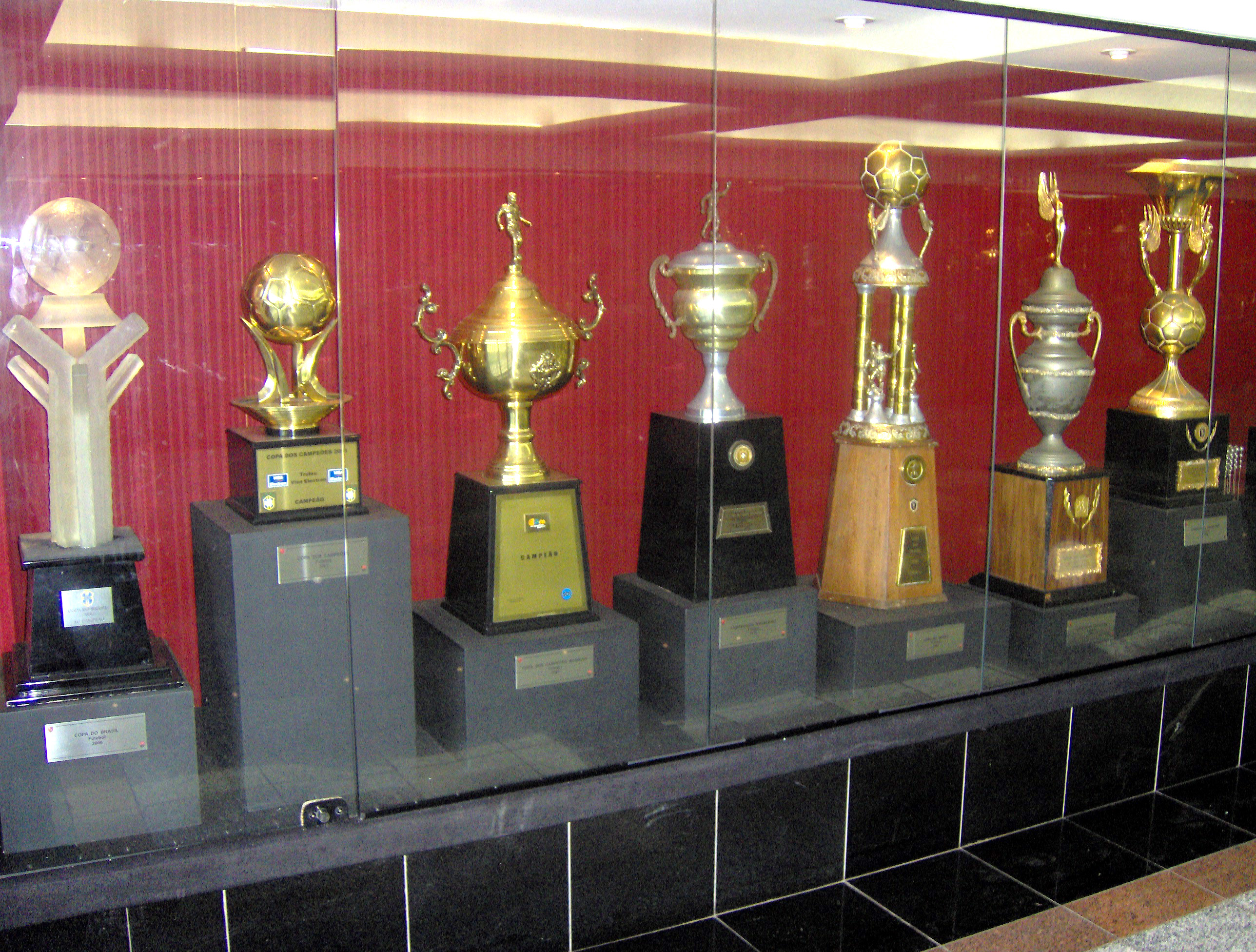
Salle des trophées du CR Flamengo.

Flamengo est l'un des clubs les plus titrés du Brésil, que ce soit au niveau national comme international.
| Compétitions nationales | Compétitions internationales |
| --- | --- |
| - Championnat du Brésil (7) : - Champion : 1980, 1982, 1983, 1992, 2009, 2019 et 2020. - Vice-champion (3): 1964 , 2018 et 2021 - Copa União (1) - Vainqueur : 1987 - Coupe du Brésil (5) : - Vainqueur : 1990, 2006, 2013, 2022 et 2024 - Finaliste : 1997, 2003, 2004, 2017 et 2023. - Supercoupe du Brésil (3) : - Vainqueur : 2020, 2021 et 2025 - Finaliste : 1991, 2022 et 2023 - Coupe des champions (1) : - Vainqueur : 2001 | - Coupe intercontinentale (1) : - Vainqueur : 1981 - Coupe du monde des clubs : - Finaliste : 2019 - Troisième : 2022 - Copa Libertadores (3) : - Vainqueur : 1981, 2019 et 2022 - Finaliste : 2021 - Copa Mercosur (1) : - Vainqueur : 1999 - Finaliste : 2001 - Copa de Oro (1) : - Vainqueur : 1996 - Recopa Sudamericana (1) : - Vainqueur : 2020 - Finaliste : 2023 - Copa Sudamericana : - Finaliste : 2017 - Supercopa Sudamericana : - Finaliste : 1993 et 1995 - Internacional Copa Mohamed-V (1) : - Vainqueur : 1968 |
| Compétitions régionales | Tournois |
| - Championnat de Rio (39) : - Champion : 1914, 1915, 1920, 1921, 1925, 1927, 1939, 1942, 1943, 1944, 1953, 1954, 1955, 1963, 1965, 1972, 1974, 1978, 1979, 1979 (tournoi supplémentaire), 1981, 1986, 1991, 1996, 1999, 2000, 2001, 2004, 2007, 2008, 2009, 2011, 2014, 2017, 2019, 2020, 2021, 2024 et 2025 - Vice-champion : 1912, 1913, 1919, 1922, 1923, 1924, 1932, 1936, 1937, 1938, 1940, 1941, 1952, 1958, 1961, 1962, 1966, 1968, 1969, 1973, 1977, 1982, 1983, 1984, 1987, 1988, 1989, 1992, 1994, 1995, 1998, 2010, 2013 et 2023 - Coupe de Rio (pt) (1) : - Vainqueur : 1991 - Finaliste : 1993 - Coupe Guanabara (24) - Vainqueur : 1970, 1972, 1973, 1978, 1979, 1980, 1981, 1982, 1984, 1988, 1989, 1995, 1996, 1999, 2001, 2004, 2007, 2008, 2011, 2014, 2018, 2020, 2021 et 2024 - Finaliste : 1966, 1968, 1976, 1977, 1986,1991, 1992, 1998, 2003, 2015 et 2017 - Tournoi Rio-São Paulo (1) : - Vainqueur : 1961 - Finaliste : 1957, 1964, 1965, 1997 | - Tournoi initial (6) : - Vainqueur : 1920, 1922, 1946, 1951, 1952 et 1959 - Finaliste : 1923, 1924, 1926, 1928, 1939, 1944, 1954, 1961 et 1965 - Coupe Kirin (1) : - Vainqueur : 1988 |

## Couleurs et symboles

### Couleurs et uniformes

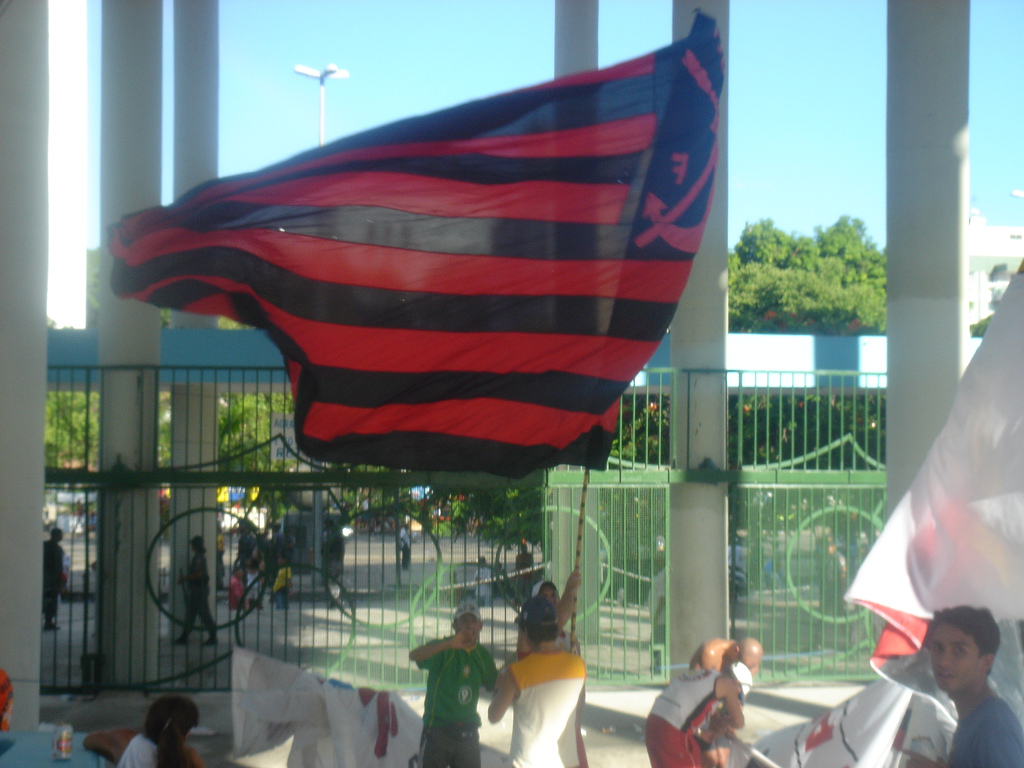
Drapeau aux couleurs de Flamengo

Les premières couleurs du club, choisies par les fondateurs en 1895, sont bleu et or. Toutefois, les tissus étant toujours importés à la fin du XIXe siècle, les couleurs bleu et or sont difficiles à trouver pour confectionner des uniformes.Pour cette raison, les couleurs du club sont changées en noir et blanc, et le premier uniforme constitué d'une chemise rayée horizontalement en noir et blanc et d'un short noir, voit le jour.
Mais très rapidement, les couleurs officielles du club deviennent le rouge et le noir. La section d'aviron choisit un uniforme constitué d'une chemise rayée horizontalement de rouge et de noir et d'un short noir. À l'origine, chaque section du club doit avoir un maillot différent. Ainsi, le 3 mai 1912, date du premier match officiel de la section de football de Flamengo, l'équipe n'est pas autorisée à porter le maillot à rayures réservé à la section d'aviron et se contente de porter un maillot rouge et noir baptisé « Papagaio vintém ». Ce maillot fut utilisé pour la dernière fois le 18 novembre 1913 lors d'une rencontre contre l'America Football Club.
À partir de la saison suivante, en 1914, et jusqu'en 1916, le maillot de la section football est rayé de noir, rouge et blanc, à la manière de certains serpents corail, ce qui vaut aux joueurs et à leur maillot le surnom de « Cobra Coral ». Ce n'est qu'à partir de 1916 que la section d'aviron accepte que les joueurs de football adoptent le même maillot constitué de rayures horizontales rouges et noires.

### Logos

1er logo
2e logo
3e logo
4e logo
5e logo
Logo actuel

Initiales CRF (1895-1944)
Initiales CRF (1944-1981)
Initiales CRF (1981-2018)

### Mascottes
Flamengo a eu au cours de son histoire plusieurs mascottes. La première d'entre elles est apparue dans les années 1940 : au cours du championnat de Rio de Janeiro 1942, plusieurs quotidiens sportifs décident de l'attribution à chaque club de la ville d'un personnage pour écrire des histoires en bandes dessinées. Les personnages sont choisis par le dessinateur argentin Lorenzo Molas qui attribue à Botafogo le personnage de Donald Duck, à Vasco da Gama un amiral rondouillard et moustachu, à Fluminense un personnage élégant avec un haut-de-forme, et enfin à Flamengo le personnage de Popeye.

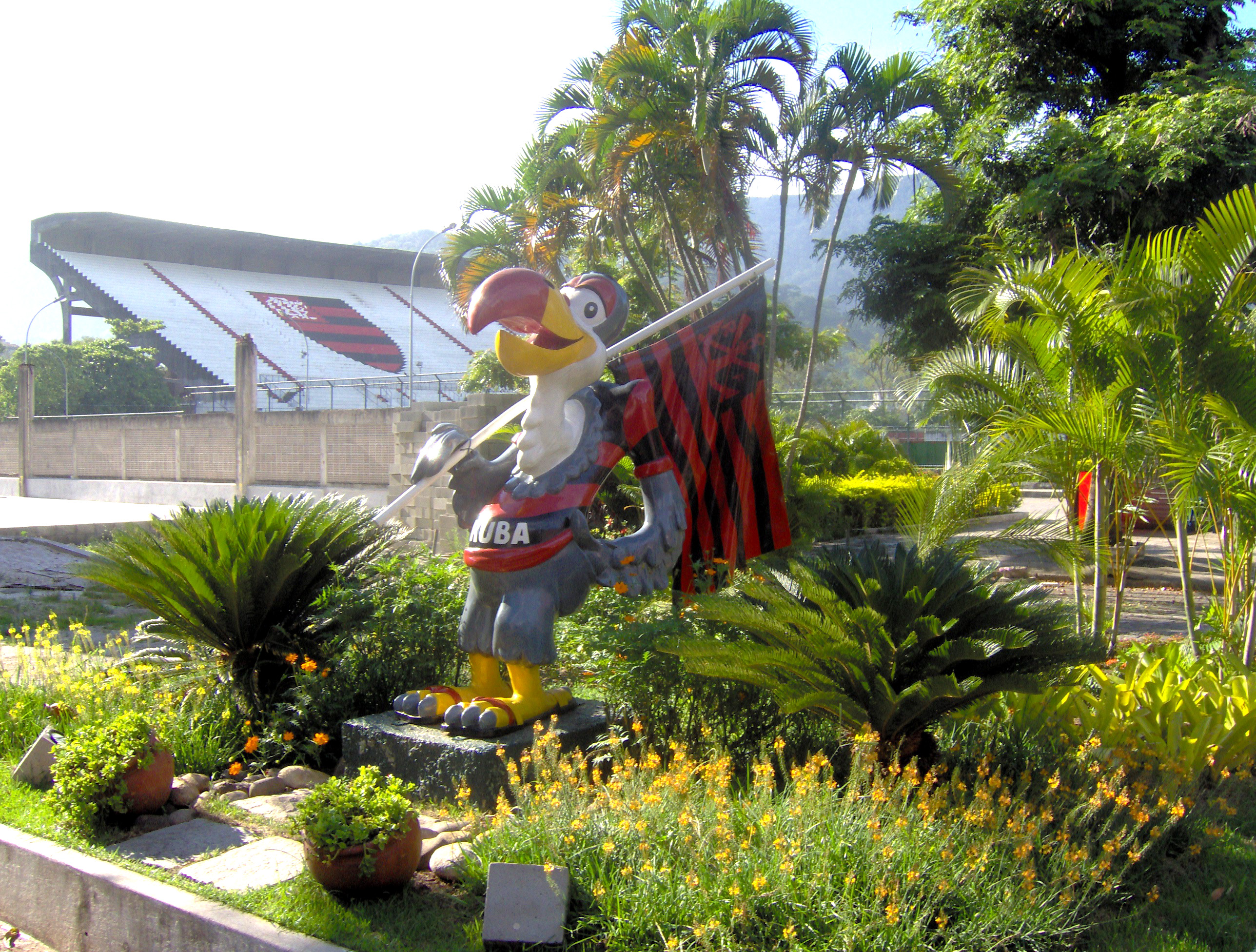
La mascotte Uruba

Dans les années 1960, les clubs rivaux ont pris l'habitude de traiter les supporteurs de Flamengo de « vautours » (« urubu » en portugais), allusion raciste aux nombreux supporteurs afro-descendants de Flamengo. Ce surnom fut largement contesté par les supporteurs rubro-negro, jusqu'au 31 mai 1969, jour d'une rencontre contre Botafogo au Maracanã. Les supporters du club ont alors apporté un vautour dans le stade, qu'ils ont ensuite libéré avant le coup d'envoi avec un drapeau rouge et noir dans les pattes. Flamengo remporte le derby pour la première fois en deux ans sur le score de 2 buts à 1. L'urubu devient alors le symbole du club, et par conséquent remplace l'ancienne mascotte Popeye. En 2007, un surnom est donné à la mascotte, Uruba, et à son fils fictif, Urubinha, créé à l'occasion.

## Historique des sponsors

### Sponsor maillot
De 1912 à 1983, Flamengo n'utilise aucun type de publicité privée sur son maillot jusqu'à la signature en 1984 d'un contrat avec l'entreprise brésilienne Petrobras, marquant ainsi le premier contrat de sponsoring de l'histoire au Brésil. La marque Lubrax du groupe pétrolier est ainsi affichée sur le devant du maillot flamengista, et ce partenariat dure jusqu'à la fin de la saison 2008, soit une durée de près de 25 ans.
De 2009 à 2013, et à cause du changement d'équipementier pour la marque Olympikus, le sponsor principal du club est Olympikus Tube. C'est notamment à partir de cette date que l'affichage du sponsor ne se limite plus à la face avant des maillots, mais apparaît également dans le dos et sur les manches. On peut notamment citer les marques Bozzano, Ale, Batavo, Tim et Procter & Gamble qui décrochent successivement des contrats de sponsoring avec le club.

### Équipementier
Le premier équipementier officiel de Flamengo est l'entreprise allemande Adidas, à partir de 1980. Le contrat conclu entre les deux parties dure, sauf pour l'année 1981 où le club ne choisit aucun équipementier, jusqu'en 1992, quand Umbro prend la place de fournisseur officiel du club.
À partir de 2000, l'entreprise Nike devient équipementier officiel du club, et ce jusqu'en 2009, année du titre de champion du Brésil pour le club. En juillet 2009, le club annonce qu'il a choisi l'équipementier brésilien Olympikus comme fournisseur officiel au moins jusqu'en 2015.
Mais en 2013 Adidas retourne au Flamengo comme l'équipementier officiel.

## Figures historiques

### Entraîneurs
Flamengo compte, depuis sa création, de nombreux techniciens à la tête de l'équipe. Toutefois, au cours des premières années suivant la création de la section football en 1911, les joueurs sont encadrés par un groupement de dirigeants (comissão técnica en portugais). Il faut attendre 1921 pour voir un seul homme à la tête de l'équipe, en l'occurrence l'Uruguayen Ramon Platero.
À la fin des années 1930, le Hongrois Izidor Kürschner est l'entraîneur flamengista. Bien qu'il n'apporte aucun titre à son équipe, il révolutionne par ses schémas tactiques inédits le style de jeu de Flamengo, et dans une plus grande mesure toute la tactique footballistique brésilienne. Les années 1950 sont marquées par l'arrivée du technicien paraguayen Manuel Fleitas Solich, qui apporte, au cours de ses sept saisons à la tête du club, pas moins d'une dizaine de titres dont trois consécutifs de champion de Rio en 1953, 1954 et 1955.
À la fin des années 1970, l'entraîneur Cláudio Coutinho est choisi pour encadrer les joueurs. Il remporte le troisième triplé de champion de Rio de l'histoire du club en 1978 et en 1979. En 1981, Paulo César Carpeggiani prend le commandement de l'équipe après une carrière de joueur au club entre 1977 et 1980. Cette même année, il offre au club ses plus grandes victoires, à savoir la Copa Libertadores et la coupe intercontinentale. En tant qu'entraîneur, il remporte également le championnat de Rio de 1981 et le championnat du Brésil de 1982.
Les années 1980 et 1990 sont en outre marquées par le passage de Luís Carlos Nunes, plus connu sous le nom de Carlinhos. Entre 1983 et 2000, au cours de ses sept passages à la tête de l'équipe dirigeante, il remporte de nombreux titres dont le championnat de Rio à trois reprises en 1991, 1999 et 2000, le championnat du Brésil et 1992, et la Copa Mercosur en 1999.
On peut enfin citer le nom de Mário Zagallo, qui, en plus d'être joueur au club dans les années 1950, fut l'entraîneur de Flamengo à trois reprises au cours des saisons 1972-1973, 1984-1985 et 2000-2001. Il reporta deux titres de champion de Rio en 1972 et 2001, ainsi que la Coupe des champions cette même année.
L'histoire récente du club est marquée par la direction de Andrade, qui remporta en 2009 le Brasileirão, mettant ainsi un terme à une période de 17 ans sans remporter le titre de champion de Brésil.
En 2019, le portugais Jorge Jesus permet à l'équipe de remporter le doublé Copa Libertadores-Serie A. C'est le deuxième entraîneur à réussir à conquérir la plus prestigieuse compétition sud-américaine des clubs.

### Statistiques
Le club compte notamment comme joueurs emblématiques les footballeurs suivants :
- Adriano
- Aldair
- Amarildo
- Bebeto
- Cléo
- André Cruz
- Denílson
- Domingos da Guia
- Dida
- Edílson
- Edinho
- Evaristo de Macedo
- Fábio Luciano
- Ubaldo Fillol
- Flávio Costa
- Filipe Luís
- Arthur Friedenreich
- Gabriel Barbosa
- Garrincha
- Gerson
- Gilberto
- Gilmar
- Joel Antônio Martins
- Jorginho
- José Perácio
- Júlio César
- Juninho Paulista
- Júnior
- Lucas Paquetá
- Juan
- Júnior Baiano
- Leandro
- Leonardo
- Leônidas
- Marcelinho Carioca
- Mazinho II
- Moacyr
- Carlos Mozer
- Obina
- Raimundo Orsi
- Paulo César Lima
- Paulo César Carpegiani
- Píndaro
- Dejan Petković
- Renato Gaúcho
- Romário
- Ronaldinho
- Sávio
- Sócrates
- Tita
- Toró
- Vagner Love
- Vinícius Júnior
- Mário Zagallo
- Zizinho
- Zico

(voir aussi Catégorie:Joueur du Clube de Regatas do Flamengo)

## Infrastructures

### Stades

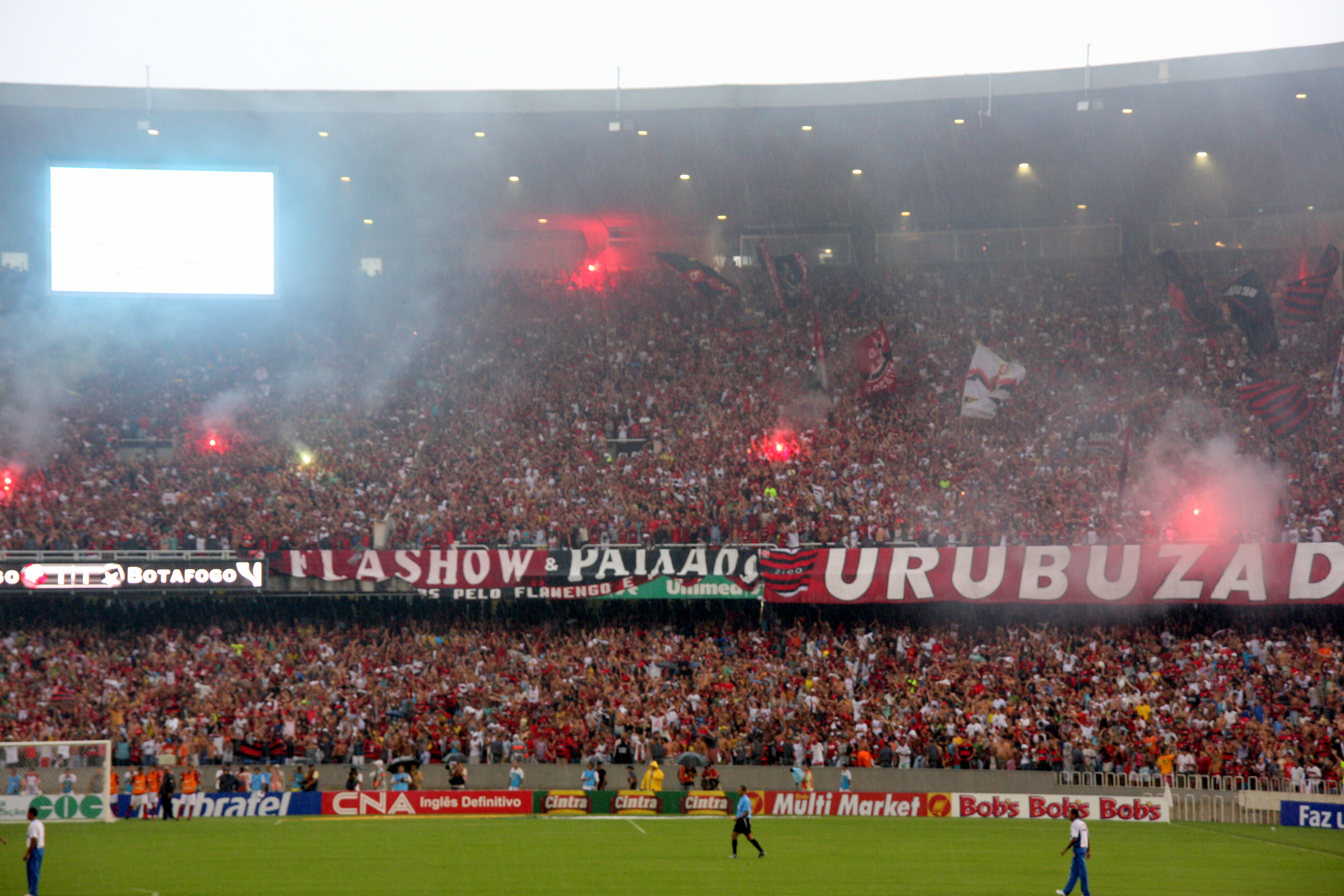
Des supporters flamengistas au Maracanã.

Le premier stade officiel de Flamengo est le stade José Bastos Padilha, plus connu sous le nom de stade de la Gávea (« Estádio da Gávea » en portugais), construit par le club lui-même dans les années 1930 et inauguré le 4 septembre 1938 lors de la rencontre contre Vasco da Gama.
À l'occasion de la coupe du monde de football de 1950, la municipalité de Rio de Janeiro construit le stade Maracanã, alors le plus grand stade de football au monde avec une capacité de plus de 200 000 spectateurs. Inauguré le 24 juillet 1950, il est ensuite partagé par Flamengo avec les autres principaux clubs de la ville que sont Botafogo, Fluminense et Vasco da Gama. Petit à petit, le stade de la Gávea est abandonné par le club en raison de sa faible capacité (8 000 spectateurs assis uniquement).
En 1997, Flamengo dispute son dernier match officiel à Gávea, et le stade José Bastos Padilha devient le terrain d'entraînement du club. Un projet de revitalisation du site de la Gávea est toutefois en marche selon la direction du club.
De 2008 à 2012, Flamengo a par ailleurs temporairement effectué ses matches dans le stade olympique João-Havelange, stade du rival Botafogo, en raison des travaux de rénovation du Maracanã en vue de la coupe du monde de football de 2014.

### Parc aquatique

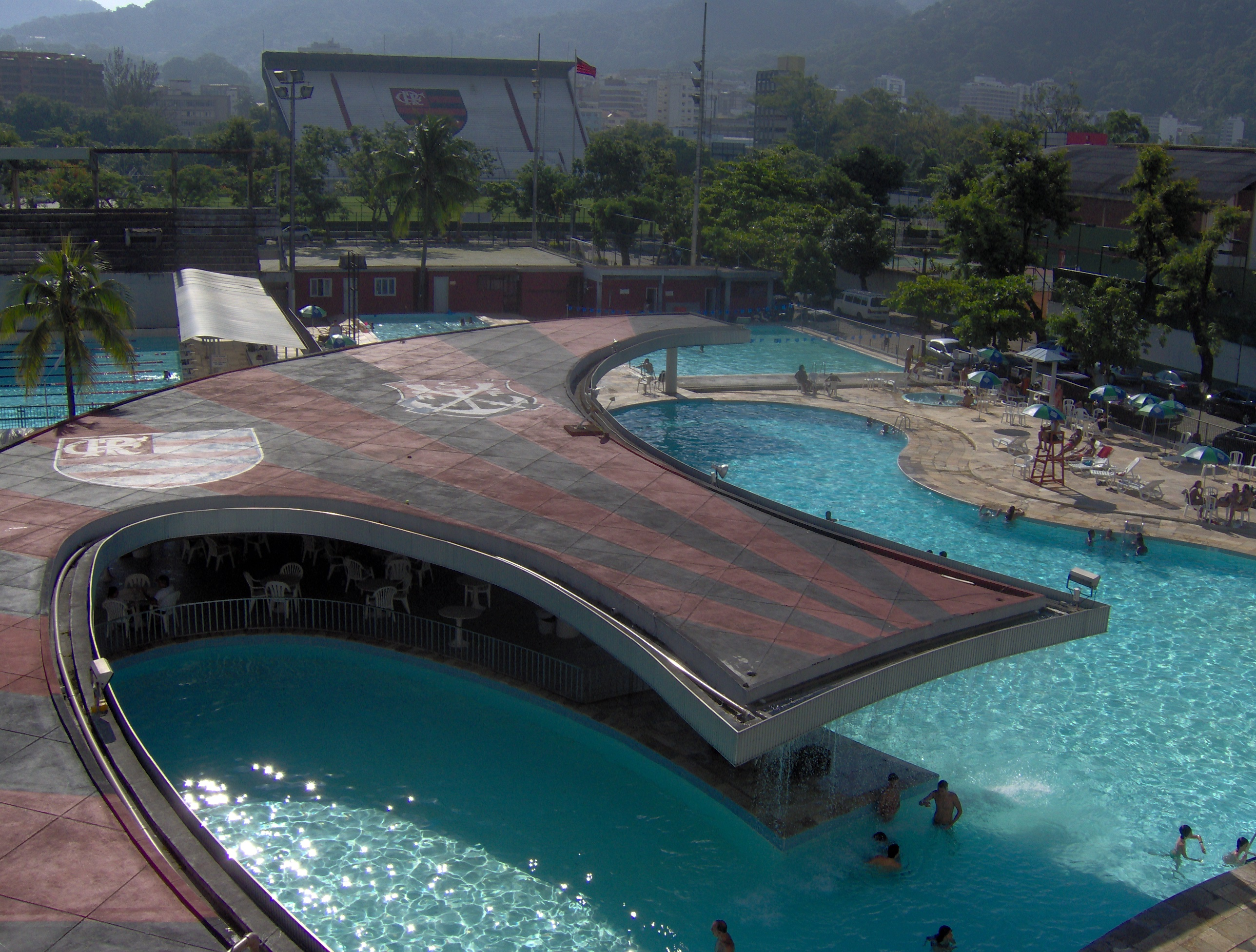
Le parc aquatique à Gávea.

Flamengo construit sa première piscine en 1963. Mais à l'occasion de son 70e anniversaire le 15 novembre 1965, le club inaugure juste à côté du stade de la Gávea un parc aquatique destiné aux activités nautiques du club autres que l'aviron, qui se pratique sur la lagoa Rodrigo de Freitas. Le parc compte au moment de son ouverture une piscine olympique à neuf lignes d'eau, chauffée et disposant d'un chronomètre électronique, ce qui en fait à l'époque le parc aquatique le plus moderne du Brésil.
Le parc porte aujourd'hui le nom du président Fadel Fadel, en hommage à l'homme qui, au cours de ses quatre mandats à la direction de Flamengo entre 1962 et 1965, s'investit dans la réalisation du projet. Il dispose désormais de cinq piscines utilisées par les sections de natation, de natation synchronisée et de water-polo du club.

## Soutien et image

### Supporters
Selon la dernière étude de l'Ibope (Institut brésilien d'opinion publique et de statistiques) réalisée en 2011, les supporteurs de Flamengo regroupent environ 39,1 millions de personnes au Brésil, ce qui fait de Flamengo le club le plus soutenu du pays. Ces derniers ne sont par ailleurs pas seulement concentrés dans l'État de Rio de Janeiro mais répartis sur l'ensemble du territoire, contrairement aux supporteurs de Corinthians (2e club en nombre de supporteurs selon l'étude de l'Ibope). La torcida de Flamengo est essentiellement constituée de gens issus des classes populaires voire pauvres, ce qui vaut aux supporteurs du club d'être l'objet de moqueries de la part des supporteurs des équipes rivales, notamment de Botafogo.
Les matches de Flamengo sont généralement ceux qui accueillent le plus de spectateurs. Sur les dix rencontres du championnat national ayant attiré le plus de visiteurs, sept sont des matches du club rubro-negro. Le derby Flamengo-Fluminense du 15 décembre 1963 a par ailleurs rassemblé plus de 194 000 spectateurs au Maracanã, ce qui constitue un record mondial en termes d'affluence pour un match de clubs.

### Groupes de supporters

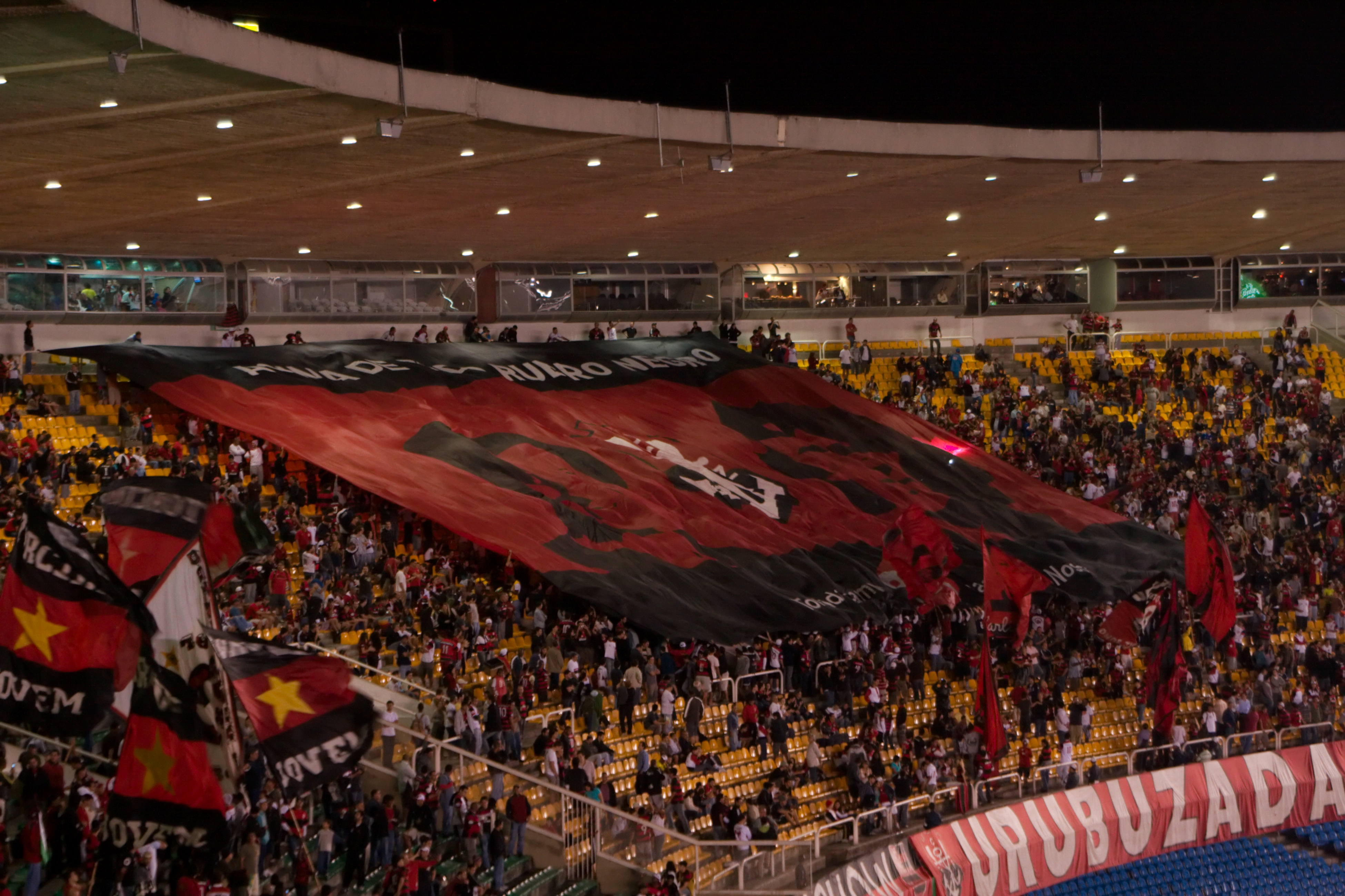
Un tifo flamengista au Maracanã

Le Clube de Regatas do Flamengo compte de nombreux supporters, qui se sont au fil du temps organisés en groupes apparentés au mouvement ultra. Le premier d'entre eux est la « Torcida Jovem do Flamengo », créée le 6 décembre 1967 sous le nom de « Poder Jovem » et s'inspirant du mouvement Black Power aux États-Unis. La volonté affichée par le club est alors de s'affranchir du contrôle des dirigeants de Flamengo et de lutter contre les préjugés racistes dont sont victimes les supporters de Flamengo, majoritairement noirs et pauvres. En 1976, le groupe « Raça Rubro-Negra » est créé et se développe très vite pour compter aujourd'hui dans ses rangs plus de 60 000 membres[réf. nécessaire].
Pour le centenaire de la fondation du club en 1995, un groupe d'amis décide de créer « Fla Manguaça », groupe dont l'esprit festif vise principalement à réunir tous les supporters de Flamengo aimant la bière. Le mot « manguaça » signifie en portugais « boisson » ou « bibine » dans un registre plus familier. Ce n'est toutefois qu'à partir de 2001 que le groupe est véritablement reconnu par Flamengo qui accepte de mettre à disposition au Maracanã une zone réservée aux supporters. Fla Manguaça se dit être un groupe ouvertement pacifique et contre toute forme de violence, physique ou verbale, à l'encontre des joueurs ou des supporteurs adverses.
Le dernier groupe à être créé est «Urubuzada », fondé en 2006 avec une volonté claire de faire le spectacle lors des matches de son équipe avant toute autre chose. Le nom du groupe est librement inspiré de l'urubu, qui est le surnom donné aux supporteurs du club et qui deviendra en 2007 la mascotte de l'équipe.

### Rivalités
Les principaux clubs de football de la ville de Rio de Janeiro sont, en plus de Flamengo, Botafogo, Fluminense et Vasco da Gama. Dès le début du XXe siècle, les premiers matches entre ces clubs donnent naissance à de fortes rivalités qui s'étendent au-delà des terrains de football. Parmi ces confrontations, la rivalité entre Flamengo et Fluminense est la plus célèbre. Surnommé « Fla-Flu » ou encore « Clássico das Multidões », le derby devient vite un évènement majeur dans la vie sportive de Rio mais également de tout le Brésil. Le 15 décembre 1963, 194 603 spectateurs assistent au duel entre les deux équipes, ce qui constitue un record pour un match de clubs au Maracaña.

## Autres sections
Le CR Flamengo est un club omnisports, dont les licenciés ne pratiquent pas que le football. En plus de l'aviron, le club compte des sections de football de plage, gymnastique artistique, athlétisme, basket-ball (Flamengo Basketball (en)), judo, natation, volley-ball et water-polo.

### Vidéographie

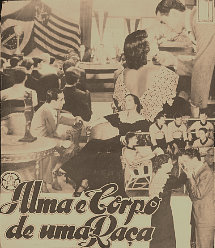
Affiche du film Alma e Corpo de uma Raça (1938)